# Canton des Martres-de-Veyre
Le canton des Martres-de-Veyre est une circonscription électorale française du département du Puy-de-Dôme créée par le décret du 21 février 2014 et entrée en vigueur lors des premières élections départementales suivant la publication du décret.

## Histoire
Un nouveau découpage territorial du Puy-de-Dôme entre en vigueur à l'occasion des élections départementales de 2015. Il est défini par le décret du 21 février 2014, en application des lois du 17 mai 2013 (loi organique 2013-402 et loi 2013-403). Les conseillers départementaux sont, à compter de ces élections, élus au scrutin majoritaire binominal mixte. Les électeurs de chaque canton élisent au Conseil départemental, nouvelle appellation du Conseil général, deux membres de sexe différent, qui se présentent en binôme de candidats. Les conseillers départementaux sont élus pour 6 ans au scrutin binominal majoritaire à deux tours, l'accès au second tour nécessitant 12,5 % des inscrits au 1er tour. En outre la totalité des conseillers départementaux est renouvelée. Ce nouveau mode de scrutin nécessite un redécoupage des cantons dont le nombre est divisé par deux avec arrondi à l'unité impaire supérieure si ce nombre n'est pas entier impair, assorti de conditions de seuils minimaux. Dans le Puy-de-Dôme, le nombre de cantons passe ainsi de 61 à 31.
Le nouveau canton des Martres-de-Veyre est formé de communes des anciens cantons de Veyre-Monton (9 communes) et de Saint-Amant-Tallende (2 communes). Il est entièrement inclus dans l'arrondissement de Clermont-Ferrand. Le bureau centralisateur est situé aux Martres-de-Veyre.

## Représentation
| Période élective | Période élective | Mandat | Mandat           | Identité           | Nuance | Nuance | Qualité |
| ---------------- | ---------------- | ------ | ---------------- | ------------------ | ------ | ------ | --- |
| 2015             | 2021             | 2015   | 2017 (démission) | Pascal Pigot       |        | PS     | Employé de banque, maire des Martres-de-Veyre Président de la communauté de communes                                        |
| 2015             | 2021             | 2015   | 2021             | Bernadette Troquet |        | DVG    | Retraitée de l'Éducation nationale Maire de La Sauvetat Ancienne conseillère générale du canton de Veyre-Monton (2011-2015) |
| 2015             | 2021             | 2017   | 2021             | Gilles Pétel       |        | PS     | Professeur des universités, enseignant chercheur en biologie environnementale Maire de Veyre-Monton                         |
| 2021             | 2028             | 2021   | en cours         | Gilles Pétel       |        | PS     | Conseiller sortant |
| 2021             | 2028             | 2021   | en cours         | Catherine Pham     |        | PS     | Adjointe au maire des Martres-de-Veyre                                                                                      |

### Résultats détaillés

#### Élections de mars 2015
À l'issue du 1er tour des élections départementales de 2015, deux binômes sont en ballottage : Pascal Pigot et Bernadette Troquet (Union de la Gauche, 37,81 %) et Claude Grauliere et Odile Michaux (Union de la Droite, 32,84 %). Le taux de participation est de 52,83 % (9 041 votants sur 17 115 inscrits) contre 52,8 % au niveau départemental et 50,17 % au niveau national.
Au second tour, Pascal Pigot et Bernadette Troquet (Union de la Gauche) sont élus avec 52,6 % des suffrages exprimés et un taux de participation de 51,13 % (4 230 voix pour 8 751 votants et 17 114 inscrits).
Bernadette Troquet est membre du groupe socialiste, radical et républicain (majorité départementale).

#### Élections de juin 2021
Le premier tour des élections départementales de 2021 est marqué par un très faible taux de participation (33,26 % au niveau national). Dans le canton des Martres-de-Veyre, ce taux de participation est de 35,97 % (6 373 votants sur 17 718 inscrits) contre 36,11 % au niveau départemental. À l'issue de ce premier tour, deux binômes sont en ballottage : Gilles Petel et Catherine Pham (Union à gauche, 47,09 %) et Arthur Defond et Juliette Lanos (DVG, 32,55 %).
Le second tour des élections est marqué une nouvelle fois par une abstention massive équivalente au premier tour. Les taux de participation sont de 34,36 % au niveau national, 37,4 % dans le département et 35,47 % dans le canton des Martres-de-Veyre. Gilles Petel et Catherine Pham (Union à gauche) sont élus avec 55,5 % des suffrages exprimés (3 001 voix pour 6 279 votants et 17 704 inscrits),,.

## Composition
Le nouveau canton des Martres-de-Veyre comprend onze communes entières.
| Nom                                          | Code Insee | Intercommunalité           | Superficie (km2) | Population (dernière pop. légale) | Densité (hab./km2) | Modifier                                    |
| -------------------------------------------- | ---------- | -------------------------- | ---------------- | --------------------------------- | ------------------ | ------------------------------------------- |
| Les Martres-de-Veyre (bureau centralisateur) | 63214      | CC Mond'Arverne Communauté | 9,28             | 3 786 (2022)                      | 408                | modifier les données · modifier les données |
| Authezat                                     | 63021      | CC Mond'Arverne Communauté | 5,79             | 661 (2022)                        | 114                | modifier les données · modifier les données |
| Chanonat                                     | 63084      | CC Mond'Arverne Communauté | 12,70            | 1 715 (2022)                      | 135                | modifier les données · modifier les données |
| Corent                                       | 63120      | CC Mond'Arverne Communauté | 2,68             | 782 (2022)                        | 292                | modifier les données · modifier les données |
| Le Crest                                     | 63126      | CC Mond'Arverne Communauté | 6,84             | 1 300 (2022)                      | 190                | modifier les données · modifier les données |
| Orcet                                        | 63262      | CC Mond'Arverne Communauté | 5,99             | 2 867 (2022)                      | 479                | modifier les données · modifier les données |
| La Roche-Blanche                             | 63302      | CC Mond'Arverne Communauté | 11,60            | 3 373 (2022)                      | 291                | modifier les données · modifier les données |
| Saint-Amant-Tallende                         | 63315      | CC Mond'Arverne Communauté | 4,97             | 1 811 (2022)                      | 364                | modifier les données · modifier les données |
| La Sauvetat                                  | 63413      | CC Mond'Arverne Communauté | 7,98             | 725 (2022)                        | 91                 | modifier les données · modifier les données |
| Tallende                                     | 63425      | CC Mond'Arverne Communauté | 5,99             | 1 565 (2022)                      | 261                | modifier les données · modifier les données |
| Veyre-Monton                                 | 63455      | CC Mond'Arverne Communauté | 12,11            | 3 698 (2022)                      | 305                | modifier les données · modifier les données |
| Canton des Martres-de-Veyre                  | 6321       |                            | 85,93            | 22 283 (2022)                     | 259                | modifier les données                        |

## Démographie
En 2022, le canton comptait 22 283 habitants, en évolution de +2,34 % par rapport à 2016 (Puy-de-Dôme : +2,1 %, France hors Mayotte : +2,11 %).
| 2013   | 2018   | 2022   |
| ------ | ------ | ------ |
| 21 558 | 22 089 | 22 283 |